# Гастонија (Северна Каролина)
Гастонија (енгл. Gastonia) град је у америчкој савезној држави Северна Каролина.

## Демографија
По попису из 2010. године број становника је 71.741, што је 5.464 (8,2%) становника више него 2000. године.
| Група             | 2000.          | 2010.          |
| Белци             | 44.615 (67,3%) | 42.614 (59,4%) |
| Афроамериканци    | 16.981 (25,6%) | 19.953 (27,8%) |
| Азијати           | 773 (1,2%)     | 964 (1,3%)     |
| Хиспаноамериканци | 3.613 (5,5%)   | 6.901 (9,6%)   |
| Укупно            | 66.277         | 71.741         |